# Villa Carlstedt
La villa Carlstedt est un ensemble de deux villas situées dans le quartier de Matinkylä à Espoo en Finlande.

## Présentation
La Villa Carlstedt est un ensemble formé de deux villas de styles architecturaux très différents et du parc qui les entoure.
La villa la plus ancienne  achevée en 1915, a été conçue par Lars Sonck et a été construite par le restaurateur Johan Wilhelm Carlstedt.
La villa était également connue sous le nom de Johannesberg à l'époque.
La villa la plus ancienne est une création typique de Lars Sonck avec ses rondins teints de couleur sombre. Le bâtiment au toit mansardé rappelle les anciennes halles nordiques et les pagodes orientales. La villa comprend également deux porches ouverts. L'extrémité a une véranda polygonale surplombée par un balcon.
La villa la plus récente est une villa atelier de style fonctionnaliste construit à partir de 1930 et conçu par Birger Carlstedt le fils de Johan Wilhelm Carlstedt. Les villas sont entourées d'un parc luxuriant conçu par Paul Olsson dans le cadre de la construction de l'ancienne villa,.